# سول بامبا
سليمان بامبا (بالفرنسية: Sol Bamba)‏ (13 يناير 1985 - 31 أغسطس 2024)، هو لاعب كرة قدم عاجي، وُلد في فرنسا، ودافع عن ألوان المنتخب العاجي في أولمبياد 2008 وخاض كأس الأمم الأفريقية 2012 و46 مباراة دولية بالمجمل.

## مسيرته الكروية
بدأ بامبا مسيرته الكروية مع باريس سان جرمان قبل أن ينتقل إلى اسكتلندا حيث ساعد دنفرملاين في الوصول إلى نهائي الكأس المحلية قبل الانتقال إلى هيبرنيان ومن ثم ليستر الإنجليزي الذي التحق به عام 2011. وبعدما دافع عن ألوان طرابزون سبور التركي وباليرمو الإيطالي، انضم إلى ليدز يونايتد عام 2015 وارتدى لاحقا شارة قائد الفريق، قبل الوصول إلى كارديف سيتي عام 2016 ونجح في موسمه الأول الكامل معه بقيادته إلى الدوري الإنجليزي الممتاز.

## وفاته
شُخصت إصابته بسرطان الغدد الليمفاوية عام 2021 أثناء وجوده مع نادي كارديف سيتي الويلزي، لكن أُعلن شفائه من المرض بعد خضوعه للعلاج الكيميائي، ما سمح له العودة للعب مع الفريق ومن بعده ميدلزبره الإنكليزي حيث اعتزل عام 2022.
توفي يوم السبت 31 أغسطس 2024 عن تسعةٍ وثلاثين عامًا، كان قد شعر بالإعياء يوم الجمعة خلال أداء عمله في الجهاز الفني لنادي أضنة سبور التركي، نُقل إلى مستشفى مغنيسية جلال بايار الجامعي حيث توفي.

## روابط خارجية
- سول بامبا على موقع الاتحاد الدولي (مؤرشف)  (الإنجليزية)
- سول بامبا على موقع الاتحاد الأوربي (الإنجليزية)
- سول بامبا على موقع اتحاد تركيا (لاعب) (الإنجليزية)
- سول بامبا على موقع قاعدة بيانات كرة القدم.إي يو (الإنجليزية)
- سول بامبا على موقع ليكيب (الفرنسية)
- سول بامبا على موقع ناشيونال فوتبول تيمز (الإنجليزية)
- سول بامبا على موقع Soccerbase.com (لاعب) (الإنجليزية)
- سول بامبا على موقع Soccerway.com (الإنجليزية)
- سول بامبا على موقع عالم كرة القدم.نت (الإنجليزية)
- سول بامبا على موقع أوليمبيديا (الإنجليزية)